# Ostrá hůrka (Nízký Jeseník)
Ostrá hůrka (315 m n. m.) je vrchol v katastru obce Háj ve Slezsku v okrese Opava nacházející se jižně od obce. Nachází se zde Památník odboje slezského lidu a vyhlídka do kraje severním směrem na Háj ve Slezsku a další obce. Prochází tudy naučná stezka Padařov. Na vrcholu je háj, v okolí zemědělská půda.
Místo bývalo využíváno místními ke shromážděním (tábory lidu).

## Další informace
Poblíž se nachází jihovýchodním směrem bývalý lom Hlubečkova skála a vrchol Těškovice spojovaný s místním skautingem.
Vrchol obtéká ze západu potok Kremlice.

## Galerie

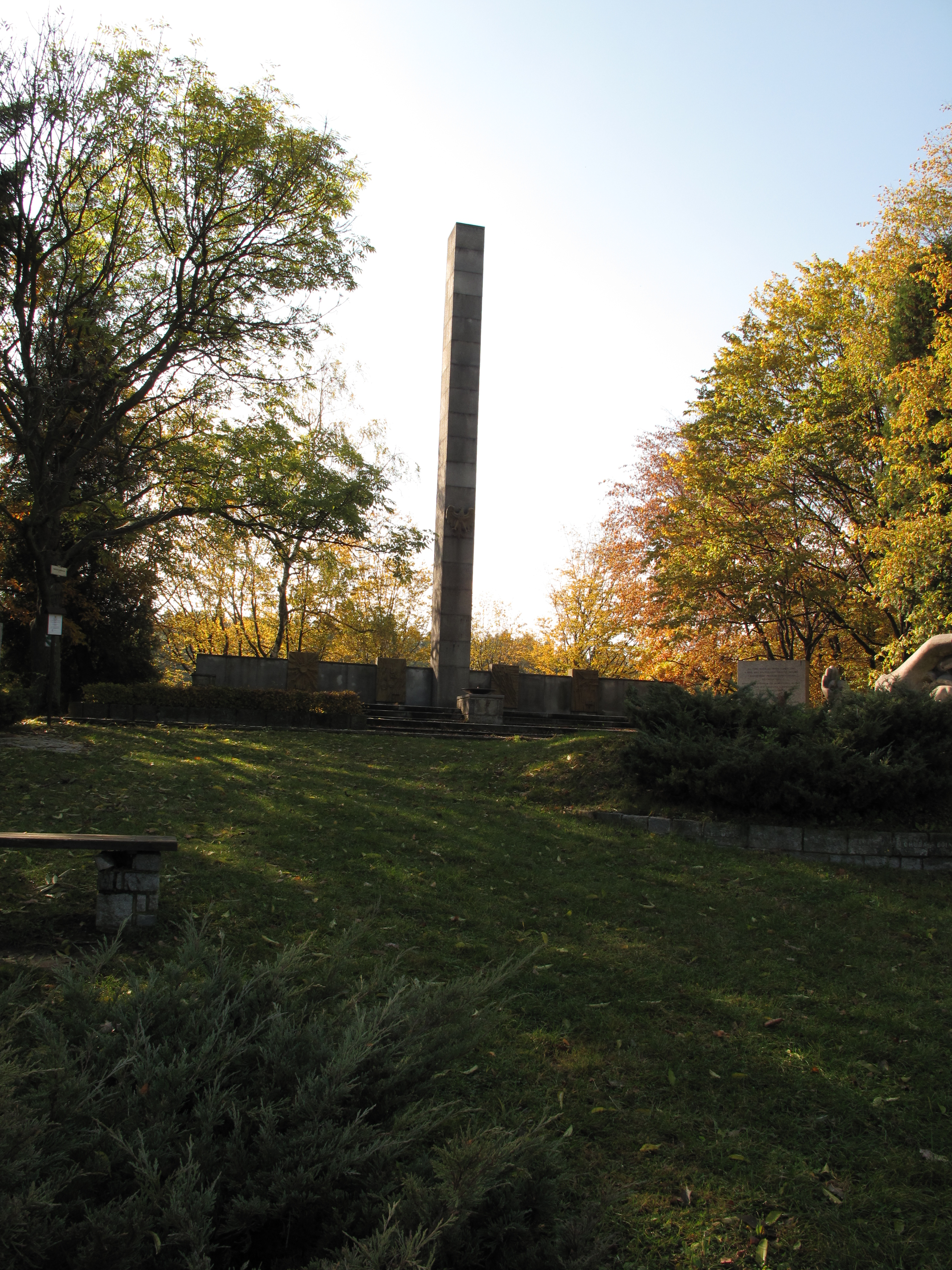
Památník na vrcholu
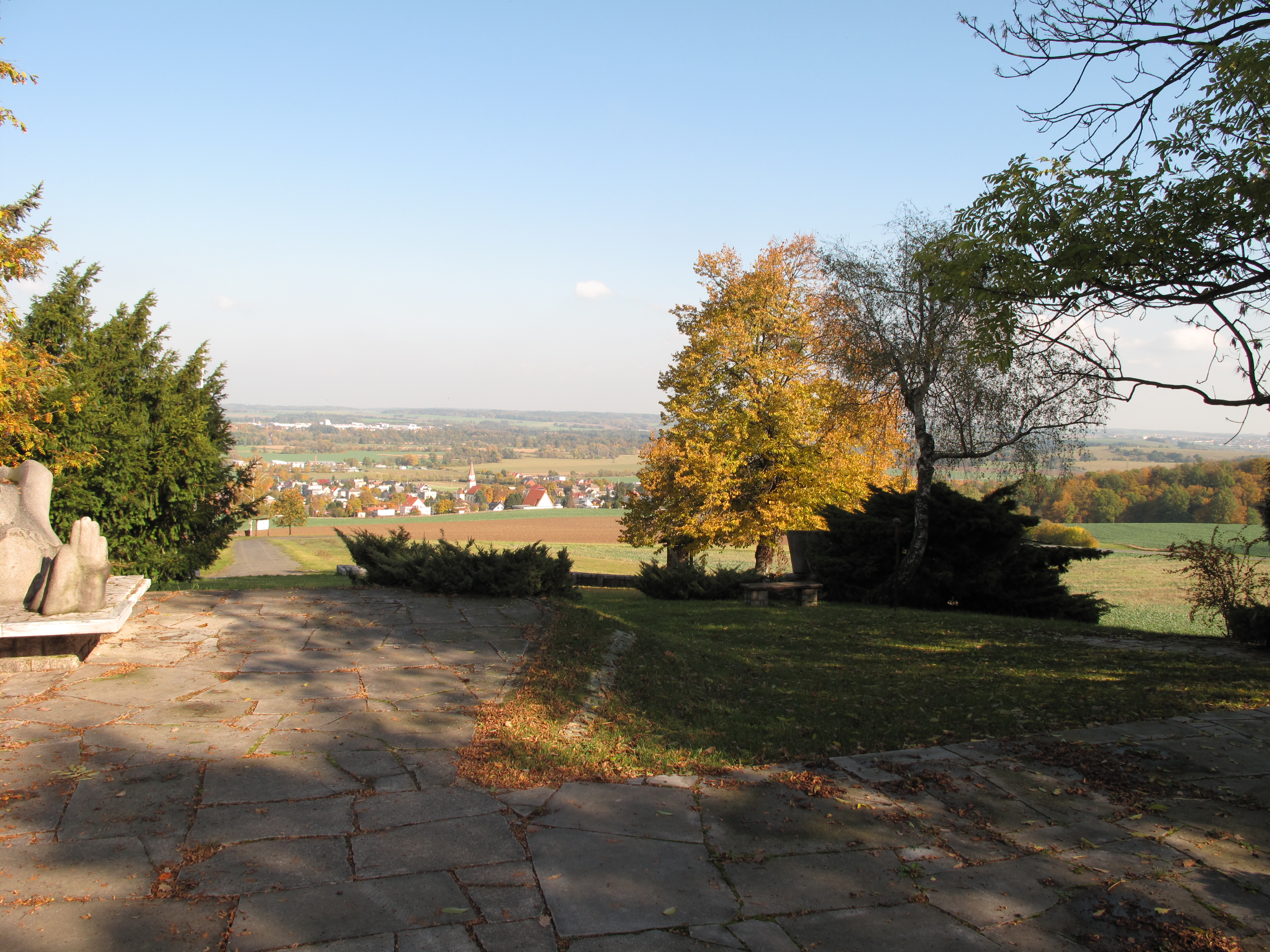
Výhled z památníku
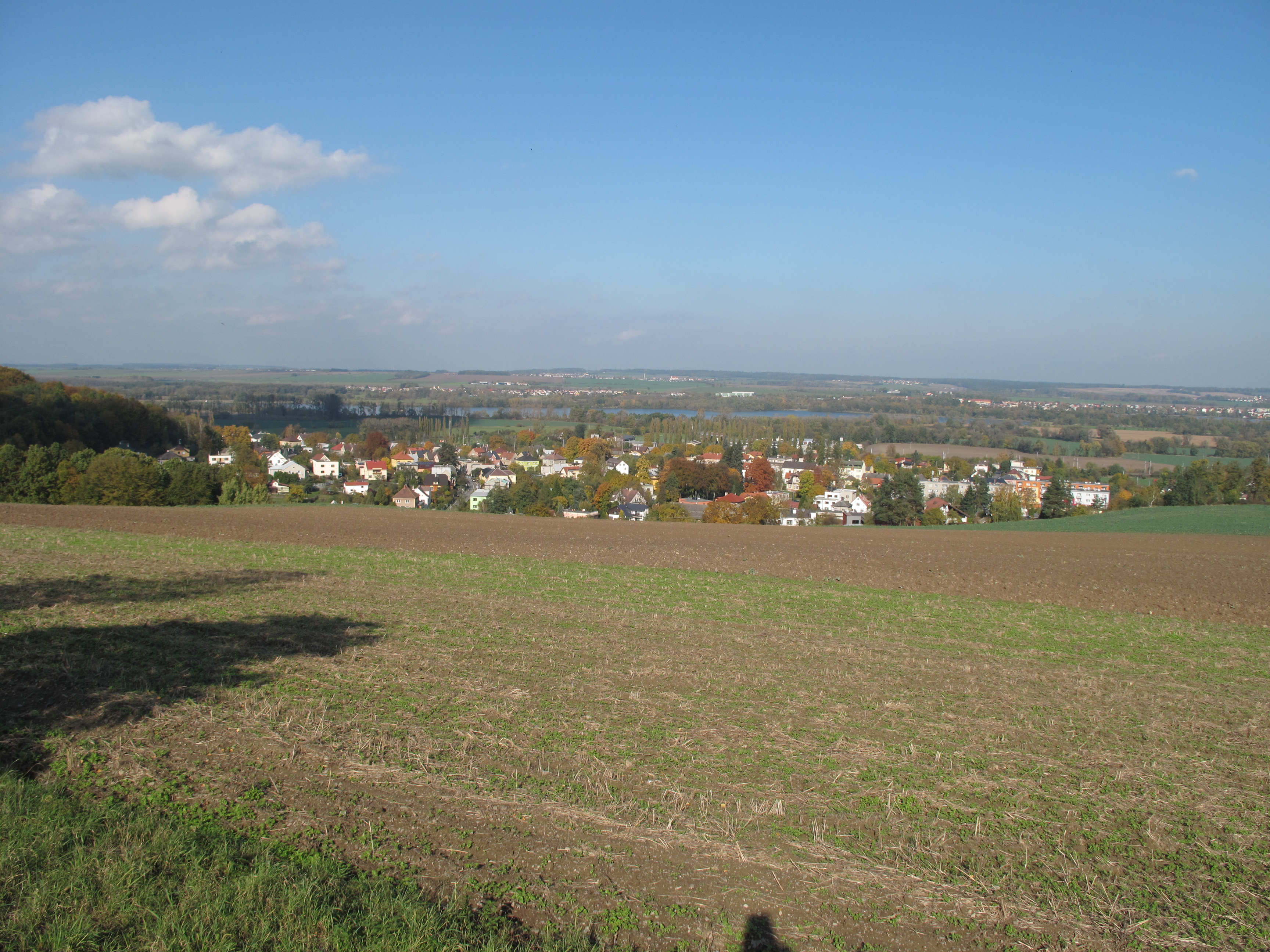
Pohled z vyhlídky